# Võ Thị Thắng
Pour les articles homonymes, voir Thang.
Võ Thị Thắng (10 décembre 1945 - 22 août 2014) est une révolutionnaire et femme d'État vietnamienne. Elle a été membre de la délégation de Long An à l'Assemblée nationale du Viêt nam lors de ses quatrième, cinquième et sixième sessions, membre du Comité central du Parti communiste du Vietnam (huitième et neuvième congrès), directrice générale de l'Administration nationale du tourisme du Viêt nam, présidente de l'Association d'amitié Vietnam-Cuba et vice-présidente de l'Union des femmes du Viêt nam.
En dehors du Viêt nam, elle est surtout connue pour une photographie d'elle souriant à sa condamnation pour tentative d'assassinat d'un espion pendant la guerre du Viêt nam. La photographie est mondialement connue sous le nom de « Sourire de la victoire » et est devenue un symbole des femmes vietnamiennes qui ont combattu pendant la guerre.

## Jeunesse
Võ Thị Thắng est né le 10 décembre 1945 dans la commune de Tân Bửu (district de Bến Lức, province de Long An), benjamine d'une fratrie de huit frères et sœurs. À l'âge de 16 ans, elle rejoint le Viet Cong, et a 17 ans, déménage à Saigon (aujourd'hui Hô Chi Minh-Ville) et rejoint les branches locales de l'Union de la jeunesse communiste d'Ho Chi Minh et l'Association des étudiants vietnamiens, toutes deux interdites par le gouvernement sud-vietnamien.

## Guerre du Viêt Nam
En juillet 1968, pendant l'offensive du Tết, le Viet Cong l'a chargée d'assassiner un individu soupçonné d'espionnage à Saigon. Après avoir échoué à tuer sa cible, elle fut arrêtée par les autorités sud-vietnamiennes et condamnée par un tribunal militaire à 20 ans de travaux forcés au bagne de Poulo Condor. Après le verdict, elle fit face au jury et rétorqua : « Votre gouvernement durera t-il assez longtemps pour m'emprisonner 20 ans ?». Une photo d'elle souriante, prise par un journaliste japonais lors de sa condamnation, s'est popularisée sous le nom de « Sourire de la victoire », symbole des combattantes vietnamiennes pendant la guerre du Viêt nam,.
Elle fut libérée le 7 mars 1974 en vertu des accords de paix de Paris, après avoir purgé moins de six ans de sa peine.

## Vie ultérieure
Après la fin de la guerre et la réunification du Viêt Nam le 30 avril 1975, elle prit sa retraite de l'armée populaire et poursuivit son travail avec l'Union de la jeunesse communiste d'Ho Chi Minh.
Le gouvernement vietnamien l'a ensuite nommée vice-présidente permanente de l'Union des femmes du Viêt nam,, puis représentant de la province de Long An à l'Assemblée nationale, ainsi que membre du comité central aux huitième et neuvième congrès du Parti communiste vietnamien. Elle a également été directrice générale de l'Administration nationale du tourisme du Viêt Nam et présidente de l'Association d'amitié Vietnam-Cuba.
Elle prit sa retraite en 2007, et est décédée le 22 août 2014 à 68 ans.

## Postérité
Une école primaire de la Havane porte son nom.

## Récompenses
| Pays    | Récompenses                          | Récompenses                        |
| ------- | ------------------------------------ | ---------------------------------- |
| Vietnam |                                      | Héros des forces armées populaires |
| Vietnam | Ordre de l'Indépendance, 2ème classe |                                    |
| Vietnam | Ordre du Travail, 1ère classe        |                                    |
| Vietnam | Ordre de la Résistance, 1ère classe  |                                    |
| Vietnam | Ordre de la victoire, 1ère classe    |                                    |
| Cuba    |                                      | Ordre Ana Betancourt               |
| Cuba    | Médaille de l'amitié                 |                                    |